# Marumori
Marumori (丸森町?) è una cittadina giapponese della prefettura di Miyagi.